# Peter Wasmeier
Peter Wasmeier ist ein deutscher Geodät. Er ist Professor für Ingenieurgeodäsie an der Hochschule für angewandte Wissenschaften München.

## Leben
Peter Wasmeier studierte von 1997 bis 2002 Vermessungswesen an der Technischen Universität München (TUM). Er vollendete das Studium zum Dipl.-Ing. mit einer Diplomarbeit zum Potential der Objekterkennung mit dem Videotheodoliten TCA2003. Er blieb daraufhin als wissenschaftlicher Angestellter am Lehrstuhl für Geodäsie der TUM und wurde dort 2005 wissenschaftlicher Assistent. 2009 promovierte er bei Thomas Wunderlich über Grundlagen der Deformationsbestimmung mit Messdaten bildgebender Tachymeter zum Dr.-Ing. Anschließend war er Leiter des Geodätischen Prüflabors der TUM.
Im Jahr 2021 erhielt er den Ruf als Professor für Ingenieurgeodäsie an die Hochschule für angewandte Wissenschaften München. 
Er ist Mitglied im DVW Bayern und im Arbeitskreis 3: Messmethoden & Systeme des DVW. Darüber hinaus ist er Teil der Working Group 4.2.3 – Application of Artificial Intelligence in Engineering Geodesy der International Association of Geodesy.